# 1988 RK6
1988 RK6 är en asteroid i huvudbältet som upptäcktes den 6 september 1988 av den belgiske astronomen Henri Debehogne vid La Silla-observatoriet.
Den har en diameter på ungefär 3 kilometer och den tillhör asteroidgruppen Vesta.